# Caroline Champetier
Caroline Champetier (Paris, 16 de julho de 1954) é uma diretora de fotografia francesa.